# Boumia
Boumia (franska: Boumia (CR), Boumia (Commune Rurale), arabiska: مجاط) är en kommun i Marocko.   Den ligger i provinsen Midelt och regionen Drâa-Tafilalet, 220 km sydost om huvudstaden Rabat. Antalet invånare är 2 760.